# Eugenia mandonii
Eugenia mandonii är en myrtenväxtart som beskrevs av Mcvaugh. Eugenia mandonii ingår i släktet Eugenia och familjen myrtenväxter.
Artens utbredningsområde är Bolivia. Inga underarter finns listade i Catalogue of Life.